# Oberndorf (Pommersfelden)
Oberndorf ([ˈoːbɐnˌdɔʁf] ) ist ein Gemeindeteil von Pommersfelden im Landkreis Bamberg (Oberfranken, Bayern). Die Gemarkung Oberndorf hat eine Fläche von 5,232 km². Sie ist in 585 Flurstücke aufgeteilt, die eine durchschnittliche Flurstücksfläche von 8942,78 m² haben. In ihr liegt neben dem namensgebenden Ort der Gemeindeteil Weiher und die Ziegelhütte.

## Geografie
Das Dorf ist von Acker- und Grünland umgeben. Südlich des Orts fließt die Reiche Ebrach, in die der Egelsgraben als linker Zufluss mündet. Die Staatsstraße 2260 verläuft nach Steppach (1,3 km südwestlich) bzw. nach Sambach (1,3 km östlich). Die Kreisstraße BA 22 verläuft nach Weiher (0,7 km nördlich).

## Geschichte
Oberndorf wurde im Würzburger Lehenbuch von 1303 erstmals urkundlich erwähnt. Orte, die im Namen Richtungsangaben haben, sind meist späte Gründungen. Oberndorf dürfte von Sambach aus gegründet worden sein. Die Herren von Egloffstein hatten einen Sitz im benachbarten Weiher und ein Gut in Oberndorf. Auch das Kloster Schlüsselau hatte im Ort grundherrliche Ansprüche. 1404 verkauften Albrecht und Hartung von Egloffstein ihre Ansprüche an Peter Esel. Dieser veräußerte den Besitz 1410 an Peter Truchseß von Pommersfelden. Mit dem Aussterben der Truchseß von Pommersfelden im Jahr 1710 fiel deren Besitz, zu dem auch Oberndorf gehörte, an den Kurfürsten Lothar Franz von Schönborn. Weiher bildete mit Oberndorf  im 16. Jahrhundert eine Gemeinde, wovon eine Dorfordnung von 1584 zeugt.
Gegen Ende des 18. Jahrhunderts gab es in Oberndorf 15 Anwesen und ein Gemeindehirtenhaus. Das Hochgericht übte die Schönborn’sche Herrschaft Pommersfelden aus. Sie hatte an das bambergische Centamt Bechhofen auszuliefern. Die Dorf- und Gemeindeherrschaft hatte die Herrschaft Pommersfelden. Grundherren waren das Hochstift Bamberg (Kastenamt Bechhofen: 1 Gülthof, Kastenamt Schlüsselau: 2 Höfe, 1 Gütlein, 4 Sölden), die Herrschaft Pommersfelden (1 Gut, 5 Sölden) und die Pfarrei Pommersfelden (1 Gut).
1802 kamen die bambergischen Güter in Oberndorf an das Kurfürstentum Bayern, 1806 auch die der Herrschaft Pommersfelden. Im Rahmen des Gemeindeedikts wurde der Ort dem 1808 gebildeten Steuerdistrikt Sambach und der im selben Jahr gebildeten gleichnamigen Ruralgemeinde zugewiesen. Mit dem Zweiten Gemeindeedikt (1818) entstand die Ruralgemeinde Oberndorf, zu der Weiher gehörte. Sie war in Verwaltung und Gerichtsbarkeit dem Landgericht Höchstadt zugeordnet und in der Finanzverwaltung dem Rentamt Höchstadt. In der freiwilligen Gerichtsbarkeit und der Ortspolizei war für den gesamten Ort das Patrimonialgericht Pommersfelden bis 1848 zuständig. Ab 1862 gehörte Oberndorf zum Bezirksamt Höchstadt an der Aisch (1939 in Landkreis Höchstadt an der Aisch umbenannt) und weiterhin zum Rentamt Höchstadt (1919 in Finanzamt Höchstadt umbenannt, 1929–1972: Finanzamt Forchheim, seit 1972: Finanzamt Bamberg). Die Gerichtsbarkeit blieb beim Landgericht Höchstadt (1879 in das Amtsgericht Höchstadt an der Aisch umgewandelt), von 1959 bis 1973 war das Amtsgericht Forchheim zuständig, seitdem ist es das Amtsgericht Bamberg. Die Gemeinde hatte eine Gebietsfläche von 5,238 km².
Bis zum 30. Juni 1972 gehörte Oberndorf zum aufgelösten Landkreis Höchstadt an der Aisch. Die Gemeinde Oberndorf wurde am 1. Mai 1978 im Zuge der Gebietsreform in Bayern in die Gemeinde Pommersfelden eingegliedert.

### Baudenkmäler
- Haus Nr. 8: Bauernhaus
- Haus Nr. 12: Backhaus
- Grenzstein

### Einwohnerentwicklung
Gemeinde Oberndorf
| Jahr      | 1819   | 1840   | 1852   | 1855   | 1861   | 1867   | 1871   | 1875   | 1880   | 1885   | 1890   | 1895   | 1900   | 1905   | 1910   | 1919   | 1925   | 1933   | 1939   | 1946   | 1950   | 1952   | 1961  | 1970   |
| Einwohner | 167    | 227    | 200    | 186    | 208    | 220    | 222    | 214    | 224    | 222    | 196    | 208    | 193    | 212    | 209    | 202    | 197    | 208    | 195    | 294    | 274    | 271    | 213   | 197    |
| Häuser    |        |        |        |        |        |        | 36     |        |        | 37     | 39     |        | 37     |        |        |        | 37     |        |        |        | 38     |        | 39    |        |
| Quelle    | [ 12 ] | [ 13 ] | [ 13 ] | [ 13 ] | [ 14 ] | [ 15 ] | [ 16 ] | [ 17 ] | [ 18 ] | [ 19 ] | [ 20 ] | [ 13 ] | [ 21 ] | [ 13 ] | [ 22 ] | [ 13 ] | [ 23 ] | [ 13 ] | [ 13 ] | [ 13 ] | [ 24 ] | [ 13 ] | [ 9 ] | [ 25 ] |

Ort Oberndorf
| Jahr      | 001818 | 001861 | 001871 | 001885 | 001900 | 001925 | 001950 | 001961 | 001970 | 001987 | 002018 | 002021 |
| Einwohner |        | 123    | 125    | 123    | 96     | 93     | 150    | 104    | 87     | 75     | 89     | 81     |
| Häuser    | 18     |        |        | 18     | 18     | 18     | 18     | 19     |        | 18     |        |        |
| Quelle    | [ 8 ]  | [ 14 ] | [ 16 ] | [ 19 ] | [ 21 ] | [ 23 ] | [ 24 ] | [ 9 ]  | [ 25 ] | [ 26 ] | [ 27 ] | [ 1 ]  |

## Religion
Der Ort ist seit der Reformation gemischt konfessionell. Die Lutheraner sind nach St. Erhard (Steppach) gepfarrt, die Katholiken nach St. Antonius Abbas (Sambach).